# Masters de Londres de snooker
Le Masters de Londres (London Masters en anglais) est un tournoi de snooker professionnel créé en 1989 et disparu en 1991.

## Histoire
Les trois éditions se sont déroulées dans l'hôtel Café Royal de Londres et sponsorisées par Continental Airlines. Stephen Hendry a remporté les deux premières éditions face à John Parrott sur le même score de 4 manches à 2,. Il est en revanche battu en finale l'année suivante par Steve Davis 4 manches à 0.
La dotation était de 35 000 £ en 1989 puis de 40 000 £ les deux années suivantes.

## Palmarès
| Année                           | Ville                           | Vainqueur                       | Finaliste                       | Score                           | Saison                          |
| Masters de Londres (non classé) | Masters de Londres (non classé) | Masters de Londres (non classé) | Masters de Londres (non classé) | Masters de Londres (non classé) | Masters de Londres (non classé) |
| ------------------------------- | ------------------------------- | ------------------------------- | ------------------------------- | ------------------------------- | ------------------------------- |
| 1989                            | Londres                         | Stephen Hendry                  | John Parrott                    | 4-2                             | 1988-1989                       |
| 1990                            | Londres                         | Stephen Hendry (2)              | John Parrott                    | 4-2                             | 1989-1990                       |
| 1991                            | Londres                         | Steve Davis                     | Stephen Hendry                  | 4-0                             | 1990-1991                       |

## Bilan par pays
| Pays       | Joueurs | Total | Premier titre | Dernier titre |
| ---------- | ------- | ----- | ------------- | ------------- |
| Écosse     | 1       | 2     | 1989          | 1990          |
| Angleterre | 1       | 1     | 1991          | 1991          |